# (7655) Adamries
(7655) Adamries ist ein Asteroid des inneren Hauptgürtels, der am 28. Dezember 1991 vom deutschen Astronomen Freimut Börngen an der Thüringer Landessternwarte Tautenburg (IAU-Code 033) in Thüringen entdeckt wurde.
Der Himmelskörper wurde am 18. August 1997 nach dem deutschen Rechenmeister Adam Ries (um 1492–1559) benannt, der mehrere Rechenbücher in deutscher Sprache verfasste und als „Vater des modernen Rechnens“ gilt.